# Szabolcs Zempléni
Szabolcs Zempléni (* 8. Januar 1981 in Budapest) ist ein ungarischer Hornist.
Zempléni studierte an der Franz-Liszt-Musikakademie bei Ferenc Tarjáni und an der Hochschule für Musik „Hanns Eisler“ Berlin bei Christian Friedrich Dallmann und Markus Bruggaier.
Seit 2000 spielte er im Budapest Festival Orchestra Solohorn, und von 2005 bis 2013 war er Solohornist bei den Bamberger Symphonikern.

## Preise und Ehrungen
- Erster Preis beim Ungarischen Horn-Wettbewerb (1995)
- Hauptpreis mit der höchsten vergebenen Punktezahl: Concertino Praga (1998)
- Zweiter Preis beim Internationalen Hornwettbewerb Markneukirchen (2000)
- Erster Preis beim Internationalen Hornwettbewerb Brünn (2001)
- Erster Preis des Internationalen ARD-Wettbewerbes in München (2005)[1]